# District d'Yrgyz
Le district d'Yrgyz (kazakh : Ырғыз ауданы) est un district de l’oblys d'Aktioubé au Kazakhstan.  

## Géographie
Le centre administratif du district est la ville de Yrgyz.

## Démographie
La population est de 15 060 habitants en 2013. 